# 布卢瓦区
布卢瓦区（法語：Arrondissement de Blois）是法国卢瓦-谢尔省所辖的一个区。总面积1950.2平方公里，总人口151065，人口密度77人/平方公里（2017年）。主要城镇为布卢瓦。

## 辖区
布卢瓦区辖有93个市镇。